# Геометрична висота

Висота в елементарній геометрії — відрізок перпендикуляра, опущеного з вершини геометричної фігури (наприклад, трикутника, піраміди, конуса) на її основу або на продовження основи. Під висотою також йдеться про довжину цього відрізка.
Висота трапеції, призми, циліндра, кульового шару, усічених паралельно основі — відстань між верхньою та нижньою основами.